# Francisco Santos (Künstler)
Francisco José Ribeiro Lopes dos Santos, vor allem als Francisco Santos (* 17. Mai 1962 in Luanda, Angola) bekannt, ist ein angolanisch-portugiesischer Künstler. Unter dem Namen Francisco Lopes Santos ist er als Schwimmer bekannt, als bildender Künstler unter Xesko, als Dichter unter Elias Karipande, als Fantasy- und Science-Fiction-Autor unter Alan J. Banta. Er veröffentlicht auf Englisch und Portugiesisch.
Als Sportler vertrat er Angola im Schwimmen 1980 bei den Olympischen Sommerspielen (Männer 100 m Brust und Männer 4 × 100-m-Lagenstaffel).
Er vertrat sein Land auch bei anderen internationalen Spielen, inklusive der Panafrikanischen Spiele von Algier 1978, der siebten UdSSR-Sommer-Spartakiade in Moskau 1979 und der Sommer-Universiade in Mexiko-Stadt 1979.